# Јерменија на Европском првенству у атлетици у дворани 2013.
Јерменија је учествовала на 32. Европском првенству у дворани 2013 одржаном у Гетеборгу, Шведска, од 28. фебруара до 3. марта. Ово је било осмо европско првенство у атлетици у дворани од 1996. године када је Јерменија први пут учествовала, пропустила је првенство одржано 2002 године. Репрезентацију Јерменије представљало је двоје спортиста (1 мушкарац и 1 жена) који су се такмичили у две дисциплине.
На овом првенству представници Јерменија нису освојили ниједну медаљу, нити је оборен неки рекорд.

## Учесници
| Бр. | Дисциплина | Мушкарци       | Жене            | Укупно |
| --- | ---------- | -------------- | --------------- | ------ |
| 1   | 400 м      |                | Амалија Шаројан | 1      |
| 3   | Скок удаљ  | Арсен Саргсјан |                 | 1      |
|     | Укупно (2) | 1              | 1               | 2      |

### Мушкарци
| Атлетичар      | Дисциплина | Лични рекорд | Квалификације | Квалификације | Финале               | Финале | Детаљи |
| Атлетичар      | Дисциплина | Лични рекорд | Резултат      | Место         | Резултат             | Место  | Детаљи |
| -------------- | ---------- | ------------ | ------------- | ------------- | -------------------- | ------ | ------ |
| Арсен Саргсјан | скок удаљ  | 8,04         | 7,44          | 8. у гр А     | Није се квалификовао | 20/25  |        |

### Жене
| Атлетичарка     | Дисциплина | Лични рекорд | Квалификације | Квалификације | Полуфинале            | Полуфинале            | Финале                | Финале       | Детаљи |
| Атлетичарка     | Дисциплина | Лични рекорд | Резултат      | Место         | Резултат              | Место                 | Резултат              | Место        | Детаљи |
| --------------- | ---------- | ------------ | ------------- | ------------- | --------------------- | --------------------- | --------------------- | ------------ | ------ |
| Амалија Шаројан | 400 м      | 54,85 НР     | 56,35         | 5. у гр. 4    | Није се квалификовала | Није се квалификовала | Није се квалификовала | 19 / 19 (20) |        |